# Клаудіо Сульсер
Клаудіо Сульсер (нім. Claudio Sulser, нар. 8 жовтня 1955, Луґано) — колишній швейцарський футболіст, що грав на позиції нападника. Футболіст року в Швейцарії (1982). По завершенні ігрової кар'єри — футбольний функціонер.
Виступав, зокрема, за «Грассгоппер», а також національну збірну Швейцарії.

## Клубна кар'єра
У дорослому футболі дебютував 1972 року виступами за команду клубу ««Мендрізіо», в якій провів один сезон, взявши участь лише у 7 матчах чемпіонату. 
Протягом 1973—1977 років захищав кольори клубу «Веве».
Своєю грою за останню команду привернув увагу представників тренерського штабу «Грассгоппера», до складу якого приєднався на початку 1977 року. Відіграв за команду з Цюриха наступні дев'ять сезонів своєї ігрової кар'єри. Більшість часу, проведеного у складі «Грассгоппера», був основним гравцем атакувальної ланки команди і одним з головних бомбардирів команди, маючи середню результативність на рівні 0,52 голу за гру першості. За цей час чотири рази виборював титул чемпіона Швейцарії, а також одного разу національний кубок.
Завершив професійну ігрову кар'єру у клубі «Лугано», за команду якого виступав протягом 1986—1989 років.

## Виступи за збірну
1977 року дебютував в офіційних матчах у складі національної збірної Швейцарії. Протягом кар'єри у національній команді, яка тривала 10 років, провів у формі головної команди країни 49 матчів, забивши 13 голів.

## Подальше життя
Сульсер володів прибутковим бізнесом в Італії. Після закінчення кар'єри футболіста він отримав вищу юридичну освіту і закінчив докторантуру. Пізніше став працювати адвокатом в Лугано і був президентом приватного банку. У 2010-2012 роках був президентом комітету з етики ФІФА. У травні 2013 року він був обраний в Конгрес ФІФА на Маврикії на посаду Голови Дисциплінарної комісії та був членом робочої групи ФІФА по боротьбі проти расизму і дискримінації.

## Титули і досягнення

### Командні
- Чемпіон Швейцарії (4):

«Грассгоппер»:  1977-78, 1981-82, 1982-83, 1983-84
- Володар Кубка Швейцарії (1):

«Грассгоппер»:  1983

### Особисті
- Футболіст року в Швейцарії: 1982
- Найкращий бомбардир чемпіонату Швейцарії: 1979-80 (18 голів), 1981-82 (22 голів)
- Найкращий бомбардир Кубка європейських чемпіонів: 1978-79 (11 голів)